# Чери Вали (Илиноис)
Чери Вали (енгл. Cherry Valley) град је у америчкој савезној држави Илиноис.

## Демографија
По попису из 2010. године број становника је 3.162, што је 971 (44,3%) становника више него 2000. године.
| Група             | 2000.         | 2010.         |
| Белци             | 2.031 (92,7%) | 2.692 (85,1%) |
| Афроамериканци    | 37 (1,7%)     | 91 (2,9%)     |
| Азијати           | 56 (2,6%)     | 150 (4,7%)    |
| Хиспаноамериканци | 48 (2,2%)     | 162 (5,1%)    |
| Укупно            | 2.191         | 3.162         |